# Список ссавців України
Список ссавців України включає близько 120 видів сучасних ссавців, поширених в межах території України.
Список є основою опису і аналізу складу та динаміки фауни, зокрема теріофауни України, а також відправною точкою для усіх систематичних ревізій.
Список постійно змінюється у бік розширення у зв'язку зі збільшенням числа визнаних видів, а також змінами критеріїв включення окремих видів у склад списку (зокрема, види, відомі в історичні часи, види інтродуковані, свійські види тощо). Опублікований у 1999 р. в Україні список має назву «Контрольний список теріофауни України» (Загороднюк, 1999), представлений у виданні «Ссавці України під охороною Бернської конвенції» (Праці Теріологічної школи, випуск 2). За даними С.В. Межжеріна та О.І. Лашкової (2013) за умови занесення до списку напіввільних акліматизованих або реакліматизованих видів і з урахуванням певних новацій у систематиці сліпаків, кількість ссавців у фауні України становить 124 види.

## Наявні списки
Дотепер впорядковано кілька списків фауни. В цілому у стосунку до України існує лише кілька списків. Ними є:
- список у монографії Олексія Мигуліна (1938) «Звірі УРСР»;
- огляд теріофауни в монографії Івана Сокура (1960) «Звірі України»;
- визначник теріофауни у версії Олександра Корнєєва (1965) «Визначник звірів УРСР»;
- огляд «Ссавці України під охороною Бернської конвенції» (за ред. І. Загороднюка, 1999);
- Межжерін С.В., Лашкова О.І. Ссавці України (довідник-визначник) (2013)[1].

Тут наводиться повний перелік таксонів відповідно до публікації «Контрольний список теріофауни України» (1999):

## Обсяги рядів
- Soriciformes [Insectivora auct.] — ряд Комахоїдні (14 видів)
- Vespertilioniformes [Chiroptera auct.] — ряд Кажани (26 видів)
- Caniformes [Carnivora auct.] — ряд Хижі (22 види)
- Leporiformes [Duplicidentata auct.] — ряд Зайцеподібні (3 види)
- Muriformes [Rodentia auct.] — ряд Мишоподібні (53 види)
- Equiformes [Perissodactyla auct.] — ряд Копитні (2 види)
- Cerviformes [Artiodactyla auct.] — ряд Ратичні (9 видів)
- Delphiniformes [Cetacea auct.] — ряд Китоподібні (4 види)

Разом маємо: 14 комахоїдних, 26 кажанів, 22 хижих, 56 гризунів, 15 унгулят.
Сумарно у переліку — 134 види, 31 родина.

## Природоохоронні статуси
Зі 134 зазначених в таблиці видів, 1 перебуває на межі зникнення, 1 — під загрозою зникнення, 2 є уразливими, 6 — близькі до загрозливого стану.
Природоохоронні статуси за оцінками МСОП, позначено так:
| Вимерлий вид                        | Extinct               | Зниклий                          |
| Вид, що вимер у дикій природі       | Extinct in the Wild   | Зниклий у дикій природі          |
| Вид на межі зникнення               | Critically Endangered | Перебуває під критичною загрозою |
| Перебуває під загрозою зникнення    | Endangered            | Перебуває під загрозою           |
| Уразливий вид                       | Vulnerable            | Уразливий                        |
| Вид, близький до загрозливого стану | Near Threatened       | Близький до загрозливого стану   |
| Вид поза небезпекою                 | Least Concern         | У найменшій загрозі              |
| Вид з невизначеним статусом         | Data Deficient        | Відомості недостатні             |
| Вид з невизначеним статусом         | Not Evaluated         | Види з недослідженим статусом    |

## Контрольний список теріофауни України
| Українська назва           | Латинська назва                                  | Статус МСОП                         | Статус в Україні та регіони проживання | Зображення |
| Ряд: Carnivora             |                                                  |                                     | |            |
| Родина: Canidae            |                                                  |                                     | |            |
| Шакал звичайний            | Canis aureus Linnaeus, 1758                      | Вид поза небезпекою                 | Адвентивний вид. Починаючи з 1998—2000 років, цей вид почав розселення територією України. Може траплятися на всій території країни, найбільш стабільні його поселення сформовано в приморських регіонах, зокрема в заплавах Дунаю, Дністра, Південного Бугу та Дніпра. Однак, згідно зі свідченнями Яворницького, за часів Запорізької Січі це був звичайний звір на території вольностей низових козаків. |            |
| Вовк                       | Canis lupus Linnaeus, 1758                       | Вид поза небезпекою                 | В Україні вовк трапляється на всій території, але більш-менш звичайним є тільки в лісовій зоні (Полісся, Лісостеп) та в Карпатах. |            |
| Єнот уссурійський          | Nyctereutes procyonoides Gray, 1834              | Вид поза небезпекою                 | Адвентивний вид. Зустрічається на всій території України, за винятком Криму. У південних степових регіонах дотримується лісів, берегів річок та озер, сільськогосподарських угідь і приміських районів. |            |
| Лис корсак                 | Vulpes corsac Linnaeus, 1768                     | Вид поза небезпекою                 | Рідкісний вид, занесений до Червоної книги України. В Україні цей вид відмічений у кількох східних областях (Луганська, Запорізька, Донецька), проте перевірені знахідки останніх 20 років стосуються переважно східних і північно-східних районів Луганщини. Нещодавно вид виявлений також на сході Дніпропетровської області, де його поширення припускалося раніше. |            |
| Лисиця звичайна            | Vulpes vulpes Linnaeus, 1758                     | Вид поза небезпекою                 | В Україні лисиця руда зустрічається на всій території. |            |
| Родина: Felidae            |                                                  |                                     | |            |
| Кіт лісовий                | Felis silvestris Schreber, 1777                  | Вид поза небезпекою                 | Вразливий вид, занесений до Червоної книги України. Сучасний ареал кота лісового в Україні охоплює Карпатський регіон, західне Полісся (Волинська та Рівненська області), Поділля, а також дельти Дунаю та Дністра. |            |
| Рись євразійська           | Lynx lynx Linnaeus, 1758                         | Вид поза небезпекою                 | Рідкісний вид, занесений до Червоної книги України. В Україні номінативна форма поширена на території Полісся — окремі р-ни Волинської, Житомирської, Київської, Рівненської, Чернігівської областей. Карпатська форма трапляється в Карпатах на території Львівської, Закарпатської, Івано-Франківської, Чернівецької областей. До XIX ст. вид був поширений в Карпатах, Поліссі, Лісостепу і Степу. |            |
| Родина: Mustelidae         |                                                  |                                     | |            |
| Росомаха                   | Gulo gulo Linnaeus, 1758                         | Вид поза небезпекою                 | Вимерлий в Україні вид. До кінця XIX століття — початку XX століття зустрічалася на Поділлі, Поліссі та на півночі Лісостепу. |            |
| Видра річкова              | Lutra lutra Linnaeus, 1758                       | Вид, близький до загрозливого стану | Неоцінений вид, занесений до Червоної книги України. В Україні водиться на всій території країни, за винятком Криму. |            |
| Куна кам'яна               | Martes foina Erxleben, 1777                      | Вид поза небезпекою                 | Куна кам'яна зустрічається на всій території України. |            |
| Куна лісова                | Martes martes Linnaeus, 1758                     | Вид поза небезпекою                 | Зустрічається у лісах Карпатського регіону, Полісся та Лісостепу, але більш звичним вид є на заході та півночі країни. |            |
| Борсук європейський        | Meles meles Linnaeus, 1758                       | Вид поза небезпекою                 | В Україні борсук мешкає на всій території та населяє всі природні зони, проте його поселення розподілені нерівномірно. Вважається рідкісним у рівнинних степах південних областей (рівнинний Крим, південь Одеської, Миколаївська, Херсонська, Запорізька області). |            |
| Горностай                  | Mustela erminea Linnaeus, 1758                   | Вид поза небезпекою                 | Неоцінений вид, занесений до Червоної книги України. В Україні горностай поширений скрізь, окрім Криму та степових приазовських районів Херсонської, Запорізької та Донецької областей. |            |
| Тхір степовий              | Mustela eversmanii Lesson, 1827                  | Вид поза небезпекою                 | Вид, що зникає, занесений до Червоної книги України. У фауні України представлений двома підвидами: номінативним Mustela eversmanni eversmanni, що поширений на більшій частині країни, окрім правобережного Полісся й Карпат і європейський Mustela eversmanni hungaricus, що мешкає на Закарпатті. |            |
| Норка європейська          | Mustela lutreola Linnaeus, 1761                  | Вид на межі зникнення               | Вид, що зникає, занесений до Червоної книги України. Зустрічається норка на всій території України, окрім Кримського півострова. Стабільна чисельність, з тенденцією до збільшення спостерігається на Півдні України у плавнях Дунаю та Дністра. |            |
| Ласка мала                 | Mustela nivalis Linnaeus, 1766                   | Вид поза небезпекою                 | Ласка зустрічається на всій території України. |            |
| Тхір лісовий               | Mustela putorius Linnaeus, 1758                  | Вид поза небезпекою                 | Неоцінений вид, занесений до Червоної книги України. В Україні зустрічається повсюдно, крім АР Крим. |            |
| Візон звичайний            | Neovison vison Schreber, 1777                    | Вид поза небезпекою                 | Адвентивний вид. Зустрічається на більшій частині території України, стабільні популяції на заході та півночі країни. |            |
| Перегузня звичайна         | Vormela peregusna Güldenstädt, 1770              | Уразливий вид                       | Рідкісний вид, занесений до Червоної книги України. В Україні перегузня поширена на території Запорізької, Донецької та Луганської обл. Основними біотопами є відкриті безлісі простори у Степу, рідше — чагарники, долини річок та узлісся лісових масивів у Лісостепу. |            |
| Родина: Phocidae           |                                                  |                                     | |            |
| Тюлень-монах звичайний     | Monachus monachus Hermann, 1779                  | Перебуває під загрозою зникнення    | Вимерлий в Україні вид, що занесений до Червоної книги України. На узбережжі України відмічався в Криму (мис Тарханкут), о. Зміїний, дельті Дунаю. |            |
| Родина: Procyonidae        |                                                  |                                     | |            |
| Ракун звичайний            | Procyon lotor Linnaeus, 1758                     | Вид поза небезпекою                 | Адвентивний вид. У дикому вигляді в Україні не зустрічається. Однак відомі випадки, коли бачили групи по 5–10 особин за 10–30 км від кордонів України з Білоруссю, де вони зимували в дуплах вікових дерев. Імовірно, що ці єноти живуть і на теренах України, в північних районах Чернігівської, Київської та Житомирської областей. |            |
| Родина: Ursidae            |                                                  |                                     | |            |
| Ведмідь бурий              | Ursus arctos Linnaeus, 1758                      | Вид поза небезпекою                 | Вид, що зникає, занесений до Червоної книги України. Ареал в Україні в минулому охоплював лісову, лісостепову і частково степову зони. Наразі вид зберігся лише в регіоні Карпат. Заходи окремих особин трапляються на Поліссі (Київська та Сумська обл.). |            |
| Ряд: Cetartiodactyla       |                                                  |                                     | |            |
| Родина: Balaenopteridae    |                                                  |                                     | |            |
| Смугач малий               | Balaenoptera acutorostrata Lacépède, 1804        | Вид поза небезпекою                 | Фантомний вид фауни України. Було декілька випадків спостереження смугача малого у Чорному морі (у 1880 та 1926 роках) |            |
| Родина: Bovidae            |                                                  |                                     | |            |
| Зубр                       | Bison bonasus Linnaeus, 1758                     | Уразливий вид                       | Реакліматизований вид, що зникає, занесений до Червоної книги України. В Україні раніше зустрічалися в лісних районах по всій країні, нині[коли?] утримуються на заповідних територіях у Волинський, Київській, Сумській, Львівській, Івано-Франківській, Чернівецькій та Вінницькій областях; іноді заходить до Чорнобильського радіаційно-екологічного біосферного заповідника з території Білорусі. |            |
| Тур                        | Bos primigenius Bojanus, 1827                    | Вимерлий вид                        | Вимерлий вид. В Україні населяв степи, лісостепи, мішані ліси й був мисливською твариною, вимер у XVII столітті. |            |
| Муфлон                     | Ovis musimon Pallas, 1811                        | Вид на межі зникнення               | Адвентивний вид. В Україні муфлон населяє Кримські гори та окремі райони півдня країни (заповідник Асканія-Нова, острів Джарилгач та острів Бирючий) |            |
| Козиця звичайна            | Rupicapra rupicapra Linnaeus, 1758               | Вид поза небезпекою                 | Вимерлий в Україні вид. На території Україні до 19 століття популяція козиць існувала в межах Карпат. |            |
| Сайгак                     | Saiga tatarica Linnaeus, 1766                    | Вид на межі зникнення               | Вимерлий у дикій природі України вид. У минулому сайгак заселяв степи України на захід до самих Карпат. Вид зник на теренах України у XIX столітті внаслідок прямого переслідування людиною. Сьогодні в Україні утримується у напіввільних умовах у Біосферному заповіднику «Асканія-Нова» та в Парку природи «Беремицьке» на Чернігівщині. |            |
| Родина: Cervidae           |                                                  |                                     | |            |
| Лось звичайний             | Alces alces Linnaeus, 1758                       | Вид поза небезпекою                 | Наприкінці XX століття заселяв усю лісову і лісостепову смугу на південь до Карпат (але в самих Карпатських горах відсутній), Середнього Подніпров'я та Сіверського Дінця. На сьогодні відбувається зворотне скорочення південних меж видового ареалу. |            |
| Сарна європейська          | Capreolus capreolus Linnaeus, 1758               | Вид поза небезпекою                 | Типовий вид фауни України. Зустрічається на всій території країни. |            |
| Олень благородний          | Cervus elaphus Linnaeus, 1758                    | Вид поза небезпекою                 | В Україні зустрічається два підвиди благородного оленя, номінативний — Cervus elaphus hippelaphus, що мешкає на більшій території країни та рідкісний кримський підвид — Cervus elaphus brauneri, що зустрічається у Кримських горах. |            |
| Олень японський            | Cervus nippon Temminck, 1838                     | Вид поза небезпекою                 | Адвентивний вид. Зустрічається у лісових урочищах по всій Україні. |            |
| Лань                       | Dama dama Linnaeus, 1758                         | Вид поза небезпекою                 | Адвентивний вид. Розводиться на заповідних територіях на всій території України |            |
| Родина: Delphinidae        |                                                  |                                     | |            |
| Дельфін білобокий          | Delphinus delphis Linnaeus, 1758                 | Вид поза небезпекою                 | Неоцінений вид, занесений до Червоної книги України. Зустрічається по всій акваторії територіальних вод України в Чорному морі, представлений підвидом Delphinus delphis ponticus. |            |
| Афаліна звичайна           | Tursiops truncatus Montagu, 1821                 | Вид поза небезпекою                 | Рідкісний вид, занесений до Червоної книги України. Трапляється по всій акваторії Чорного моря, включаючи територіальні води України. У прибережних зонах і на мілководдях зустрічальність відносно вища, особливо в весняний і осінній періоди. В Чорному морі представлений ендемічним підвидом Tursiops truncatus ponticus. |            |
| Родина: Phocoenidae        |                                                  |                                     | |            |
| Фоцена звичайна            | Phocoena phocoena Linnaeus, 1758                 | Вид поза небезпекою                 | Вразливий вид, занесений до Червоної книги України. Трапляється у всій акваторії територіальних вод України у Чорному та Азовському морях. У фауні України представлений ендемічним підвидом Phocoena phocoena relicta. |            |
| Родина: Suidae             |                                                  |                                     | |            |
| Свиня дика                 | Sus scrofa Linnaeus, 1758                        | Вид поза небезпекою                 | В Україні вид поширений у Карпатах (до висоти 1 800 м), Кримських горах, у лісовій, лісостеповій смугах, а також у лісах і сільськогосподарських угіддях степової зони. |            |
| Ряд: Chiroptera            |                                                  |                                     | |            |
| Родина: Miniopteridae      |                                                  |                                     | |            |
| Довгокрил звичайний        | Miniopterus schreibersii Kuhl, 1817              | Вид, близький до загрозливого стану | Вимерлий на території України вид, занесений до Червоної книги. На початку XX століття був знаний як чисельний вид, що був поширений в Криму та на Закарпатті. Останній раз зафіксовано в Криму — в 1947 р., а в Закарпатській обл. — в 1993 р. |            |
| Родина: Rhinolophidae      |                                                  |                                     | |            |
| Підковик великий           | Rhinolophus ferrumequinum Schreber, 1774         | Вид поза небезпекою                 | Вразливий вид, занесений до Червоної книги України. Є одним з домінантів печерних скупчень кажанів в Криму та на Закарпатті (поза межами цих регіонів відома лише одна реєстрація в Чернівецькій області). |            |
| Підковик малий             | Rhinolophus hipposideros Bechstein, 1800         | Вид поза небезпекою                 | Вразливий вид, занесений до Червоної книги України. На території Україні поширений у карпатському регіоні, Поділлі, Придністров’ї, Криму. |            |
| Родина: Vespertilionidae   |                                                  |                                     | |            |
| Широковух звичайний        | Barbastella barbastellus Schreber, 1774          | Вид, близький до загрозливого стану | Вид, що зникає, занесений до Червоної книги України. Основними місцями перебування є лісова та лісостепова смуги Правобережжя, Карпатські та Кримські гори. Знайдений в Київській, Житомирській, Львівській, Івано-Франківській, Закарпатській, Черкаській, Кіровоградській, Хмельницькій областях і в Криму. |            |
| Пергач північний           | Eptesicus nilssonii Keyserling & Blasius, 1839   | Вид поза небезпекою                 | Рідкісний вид, занесений до Червоної книги України. Територією Україні проходить південна межа ареалу, ареал обмежений західними та північними областями (Карпати, Полісся), кілька переважно давніх знахідок відомо з Середнього Подніпров’я та Слобожанщини. Карпатська популяція ізольована від поліської. |            |
| Пергач пізній              | Eptesicus serotinus Schreber, 1774               | Вид поза небезпекою                 | Вразливий вид, занесений до Червоної книги України. Поширений на всій території України. Звичайний вид Поділля та Придніпров’я, Рідше трапляється в інших регіонах: Поліссі, Карпатах, гірському Криму та степу. |            |
| Нічниця довговуха          | Myotis bechsteinii Kuhl, 1817                    | Вид, близький до загрозливого стану | Вразливий вид, занесений до Червоної книги України. Поширення в Україні обмежене Карпатами, прикарпатськими областями та Поділлям. |            |
| Нічниця гостровуха         | Myotis blythii Tomes, 1857                       | Вид поза небезпекою                 | Вразливий вид, занесений до Червоної книги України. На території Україні поширений в Криму, на Закарпатті та у Середньому Придністров’ї. |            |
| Нічниця Брандта            | Myotis brandtii Eversmann, 1845                  | Вид поза небезпекою                 | Рідкісний вид, занесений до Червоної книги України. Територією України проходить південна межа ареалу, поширення виду в Україні залишається слабо вивченим, дотепер відомо лише дванадцять зимових і літніх місцезнаходжень на території Карпат, Прикарпаття та Придінців'я. |            |
| Нічниця ставкова           | Myotis dasycneme Boie, 1825                      | Вид, близький до загрозливого стану | Рідкісний вид, занесений до Червоної книги України. Зустрічається спорадично на всій території країни, переважно у Львівській, Київській, Полтавській, Харківській, Одеській, Тернопільській, Вінницькій та Донецькій областях. |            |
| Нічниця водяна             | Myotis daubentonii Kuhl, 1817                    | Вид поза небезпекою                 | Вразливий вид, занесений до Червоної книги України. Поширений на більшій частині території країни, за винятком Криму та деяких ділянок півдня степової зони. |            |
| Нічниця триколірна         | Myotis emarginatus É. Geoffroy, 1806             | Вид поза небезпекою                 | Вид, що зникає, занесений до Червоної книги України. Знайдений у Криму, на Закарпатті та на півночі Чернівецької області. |            |
| Нічниця велика             | Myotis myotis Borkhausen, 1797                   | Вид поза небезпекою                 | Основними регіонами поширення є Карпати та Прикарпаття у межах Львівської, Закарпатської, Івано-Франківської, Тернопільської, Хмельницької та Чернівецької областей. |            |
| Нічниця вусата             | Myotis mystacinus Kuhl, 1817                     | Вид поза небезпекою                 | На території Україні поширення виду обмежене західними областями (підвид Myotis mystacinus alcathoe) та приморськими степами й Гірським Кримом (підвид Myotis mystacinus aurascens). |            |
| Нічниця війчаста           | Myotis nattereri Kuhl, 1817                      | Вид поза небезпекою                 | Вразливий вид, занесений до Червоної книги України. Зустрічається спорадично по всій країні, зокрема в окремих місцях Закарпатської, Львівської, Хмельницької, Чернівецької, Житомирської, Вінницької, Одеської та Черкаської областей, Криму. |            |
| Вечірниця велетенська      | Nyctalus lasiopterus Schreber, 1780              | Уразливий вид                       | Вид, що зникає, занесений до Червоної книги України. Більшість знахідок виду належні до лісостепової та степової зон, окремі знахідки відомі з Полісся та Кримських гір. |            |
| Вечірниця мала             | Nyctalus leisleri Kuhl, 1817                     | Вид поза небезпекою                 | Рідкісний вид, занесений до Червоної книги України. Спорадично поширена на більшій частині території країни, окрім приморських районів Запорізької та Донецької областей та високогірних районів Карпат. |            |
| Вечірниця дозірна          | Nyctalus noctula Schreber, 1780                  | Вид поза небезпекою                 | Вразливий вид, занесений до Червоної книги України. Зустрічається на всій території країни, надаючи перевагу лісним та лісостеповим районам. |            |
| Нетопир середземноморський | Pipistrellus kuhlii Khul, 1817                   | Вид поза небезпекою                 | Вразливий вид, занесений до Червоної книги України. Починаючи з 1990-х років поширився майже на всій території України, окрім західного Полісся та більшої частини Карпат. |            |
| Нетопир лісовий            | Pipistrellus nathusii Keyserling & Blasius, 1839 | Вид поза небезпекою                 | Неоцінений вид, занесений до Червоної книги України. Є звичайним видом на Поліссі, нечисленний — у Лісостепу та Карпатах, Рідкісний — на Поділлі, у степовій зоні та Криму. |            |
| Нетопир карлик             | Pipistrellus pipistrellus Schreber, 1774         | Вид поза небезпекою                 | Вразливий вид, занесений до Червоної книги України. Звичайний вид на Закарпатті, нечисленний на Поліссі та у Лісостепу, Рідкісний на Поділлі, в Карпат і Криму, у степовій частині країни — дуже рідкісний у виводковий період і звичайний під час міграцій. |            |
| Нетопир пігмей             | Pipistrellus pygmaeus Leach, 1825                | Вид поза небезпекою                 | Неоцінений вид, занесений до Червоної книги України. Є нечисленним видом на Поліссі, у Лісостепу та Придінців'ї, рідкісний — на Поділлі й Закарпатті. |            |
| Нетопир кажановидний       | Pipistrellus savii Bonaparte, 1837               | Вид поза небезпекою                 | Рідкісний вид, занесений до Червоної книги. Українська частина ареалу представлена двома сегментами у приморській зоні Головного пасма Кримських гір, на ділянках КараДаг – Судак і Ялта – Алупка |            |
| Вухань звичайний           | Plecotus auritus Linnaeus, 1758                  | Вид поза небезпекою                 | Вразливий вид, занесений до Червоної книги України. Поширений на всій території, окрім степових районів, ізольовано у Гірському Криму. Найбільш суцільним є ареал у Поліссі. |            |
| Вухань австрійський        | Plecotus austriacus Fischer, 1829                | Вид поза небезпекою                 | Рідкісний вид, занесений до Червоної книги України. Поширення виду в Україні обмежене переважно західними (Закарпатська, Львівська, Івано-франківська та Тернопільська) та приморськими (Одеська, Херсонська, Запорізька та Крим) областями. |            |
| Лилик двоколірний          | Vespertilio murinus Linnaeus, 1758               | Вид поза небезпекою                 | Вразливий вид, занесений до Червоної книги України. Зустрічається спорадично на всій території України. |            |
| Ряд: Eulipotyphla          |                                                  |                                     | |            |
| Родина: Erinaceidae        |                                                  |                                     | |            |
| Їжак європейський          | Erinaceus europaeus Linnaeus, 1758               | Вид поза небезпекою                 | Цей вид інколи (особливо у давній літературі) згадують для фауни України, проте скоріш за все це був інший вид — їжак білочеревий (Erinaceus roumanicus), який є більш характерним для України. |            |
| Їжак білочеревий           | Erinaceus roumanicus Barrett-Hamilton, 1900      | Вид поза небезпекою                 | Мешкає по узліссях листяних лісів, степових ярах, балках, берегах каналів і лісосмугах на всій території України |            |
| Їжак вухатий               | Hemiechinus auritus Gmelin, 1770                 | Вид поза небезпекою                 | Вид, що зникає, занесений до Червоної книги України. Знахідки на території країни відомі з Луганщини та Донеччини. |            |
| Родина: Soricidae          |                                                  |                                     | |            |
| Білозубка білочерева       | Crocidura leucodon Hermann, 1780                 | Вид поза небезпекою                 | Недостатньо відомий вид, занесений до Червоної книги України. Ще 50 років тому мешкав по всій Україні. Зараз зустрічається на півдні в цілинних степах Херсонської області та у Криму, а також на заході у Волинській, Львівській, Івано-Франківській, Чернівецькій та Закарпатській областях. |            |
| Білозубка мала             | Crocidura suaveolens Pallas, 1811                | Вид поза небезпекою                 | Зустрічається у всіх природних зонах на всій території України. |            |
| Рясоніжка мала             | Neomys anomalus Cabrera, 1907                    | Вид поза небезпекою                 | Рідкісний реліктовий вид, занесений до червоної книги України. На території України вид поширений у лісовій і лісостеповій зонах Правобережжя, у Карпатах, у плавнях Дніпра та Дунаю, у Кримських горах, на Лівобережжі — спорадично в лісовій і лісостеповій зонах. |            |
| Рясоніжка велика           | Neomys fodiens Pennant, 1771                     | Вид поза небезпекою                 | В Україні вид відомий найбільше з Карпат і суміжних з Карпатами регіонах, спорадично реєструється в інших областях, на схід — до Сумщини, Харківщини, північної Луганщини та Донеччини. Не зустрічається у степовій зоні та Криму. |            |
| Мідиця альпійська          | Sorex alpinus Schinz, 1837                       | Вид, близький до загрозливого стану | Рідкісний реліктовий вид, занесений до Червоної книги України. На території Україні населяє лісовий і субальпійський пояс Карпат у межах Закарпатської та Івано-Франківської областей. |            |
| Мідиця звичайна            | Sorex araneus Linnaeus, 1758                     | Вид поза небезпекою                 | В Україні — один з найпоширеніших видів своєї родини, найхарактерніший для лісової та лісостепової смуг, долинами річок і мережею байраків проникає глибоко у степ. |            |
| Мідиця середня             | Sorex caecutiens Laxmann, 1788                   | Вид поза небезпекою                 | Мешкає у лісовій і лісостеповій зонах. |            |
| Мідиця мала                | Sorex minutus Linnaeus, 1766                     | Вид поза небезпекою                 | Зустрічається на всій території України, за винятком південних степових районів, також мешкає у гірському Криму. |            |
| Родина: Talpidae           |                                                  |                                     | |            |
| Хохуля руська              | Desmana moschata Linnaeus, 1758                  | Перебуває під загрозою зникнення    | Рідкісний реліктовий вид, занесений до Червоної книги України. У межах України дніпровська популяція проіснувала до початку минулого століття, донська (у басейні Сіверського Дінця) — до 1980-х рр. З 1970-х рр. хохулю регулярно відмічають у верхній течії Сейму. |            |
| Кріт європейський          | Talpa europaea Linnaeus, 1758                    | Вид поза небезпекою                 | Типовий вид фауни України, зустрічається на всій території країни. |            |
| Ряд: Lagomorpha            |                                                  |                                     | |            |
| Родина: Leporidae          |                                                  |                                     | |            |
| Заєць сірий                | Lepus europaeus Pallas, 1778                     | Вид поза небезпекою                 | Типовий вид фауни України, зустрічається по всій країні, уникаючи суцільних лісових насаджень і районів з високим сніговим покровом. |            |
| Заєць білий                | Lepus timidus Linnaeus, 1758                     | Вид поза небезпекою                 | Рідкісний вид, занесений до Червоної книги України. До 19 століття водився в Карпатах, до останнього часу вважався зниклим й в інших регіонах країни. Зараз перевірено відмічений у північних районах Сумщини, Чернігівщини та Житомирщини, передбачається мешкання в сусідніх районах Рівненської області. |            |
| Кріль європейський         | Oryctolagus cuniculus Linnaeus, 1758             | Вид, близький до загрозливого стану | Адвентивний вид. У XIX ст. дикого кролика завезено на південь України — в Одеську, Миколаївську, Херсонську області та АР Крим, де вони утворили стабільні популяції. |            |
| Ряд: Perissodactyla        |                                                  |                                     | |            |
| Родина: Equidae            |                                                  |                                     | |            |
| Кінь дикий                 | Equus ferus Boddaert, 1785                       | Перебуває під загрозою зникнення    | Зниклий у природі вид, занесений до Червоної книги України. На території України раніше був досить численний тарпан (Equus ferus ferus), що зустрічався на всій території, але вимер у 1918 році. З 2014 року в Україні запущений проєкт з розведення тарпаноподібних коней, близько 30 особин завезено в Парк природи «Беремицьке» (Козелецький район, Чернігівська область). Крім того, в Україні акліматизовано коней Пржевальського (Equus ferus przewalskii) у заповіднику Асканія-Нова та в Чорнобильській зоні відчуження.                                                   |            |
| Кулан                      | Equus hemionus Pallas, 1775                      | Вид, близький до загрозливого стану | Вимерлий у дикій природі України та реакліматизований вид. З території України підвид Туркменський кулан (Equus hemionus kulan) зник близько 17 століття, наразі реакліматизований у заповіднику Асканія-Нова, на острові Бирючий і в заказнику "Тарутинський степ". |            |
| Ряд: Rodentia              |                                                  |                                     | |            |
| Родина: Castoridae         |                                                  |                                     | |            |
| Бобер європейський         | Castor fiber Linnaeus, 1758                      | Вид поза небезпекою                 | На середину 20 ст. вид мав низьку чисельність і обмежене поширення. На той час в Україні окремі колонії європейських бобрів збереглись по річках Київської, Чернігівської, Житомирської, Волинської областей і на півночі Донецької області. Тепер бобри мешкають майже на всій території України, крім більшої частини степу, Криму. |            |
| Родина: Cricetidae         |                                                  |                                     | |            |
| Щур водяний                | Arvicola amphibius Linnaeus, 1758                | Вид поза небезпекою                 | Зустрічається у водоймах на всій території України. |            |
| Щур гірський               | Arvicola scherman Shaw, 1801                     | Вид поза небезпекою                 | В Україні щур гірський мешкає у Карпатах і сусідніх із ними районах |            |
| Снігурка звичайна          | Chionomys nivalis Martins, 1842                  | Вид поза небезпекою                 | Вразливий вид, занесений до Червоної книги України. Відомі знахідки в Україні належать до субальпіки в межах висот 1300–2000 метрів над рівнем моря. Ареал в Україні фрагментований на кілька ділянок на Чорногорі та Ґорґанах (можливо, також Свидовці й Марамарошах). |            |
| Хом'ячок сірий             | Cricetulus migratorius Pallas, 1773              | Вид поза небезпекою                 | Недостатньо відомий вид, занесений до Червоної книги України. Зустрічається у степовій зоні, Лісостепу та Криму. у перший половині XX ст. його також знаходили на південних районах Київської, Сумської та Чернігівської обл. |            |
| Хом'як звичайний           | Cricetus cricetus Linnaeus, 1758                 | Вид поза небезпекою                 | Неоцінений вид, занесений до Червоної книги України. На території Україні в середині XX ст. був поширений повсюдно, за винятком високогір’я. Зараз у континентальній Україні трапляється спорадично на всій території, на більшій частині АР Крим звичайний вид. |            |
| Сліпушок степовий          | Ellobius talpinus Pallas, 1770                   | Вид поза небезпекою                 | Вид, що зникає, занесений до Червоної книги України. Раніше зустрічався по всій степовій зоні на схід від Південного Бугу. Наразі західний сегмент ареалу суттєво скорочується і відносно потужні популяції збереглися лише у Степовому Криму та Придінців’ї. |            |
| Строкатка степова          | Lagurus lagurus Pallas, 1773                     | Вид поза небезпекою                 | Вид, що зникає, занесений до Червоної книги України. Поширений на схід від Дніпра в межах степової та лісостепової зон. Ареал інтенсивно скорочується, на теренах Придніпровської низовини вид, ймовірно, зник. |            |
| Полівка північна           | Microtus agrestis Linnaeus, 1761                 | Вид поза небезпекою                 | Зустрічається на всій території України, за винятком степових регіонів і Криму. |            |
| Полівка звичайна           | Microtus arvalis Pallas, 1778                    | Вид поза небезпекою                 | Вид широко поширений у фауні України, його ареал займає все Правобережжя та на північ Лівобережжя (Чернігівське Полісся). |            |
| Полівка лучна              | Microtus levis Miller, 1908                      | Вид поза небезпекою                 | В Україні поширення виду обмежено переважно степовою і лісостеповою смугами. |            |
| Полівка алтайська          | Microtus obscurus Eversmann, 1840                | Вид поза небезпекою                 | В Україні вид поширений у двох ізольованих один від одного регіонах — у Криму та на Луганщині. У фауні Криму він знаний як відокремлений від інших, географічно ізольований підвид Microtus obscurus iphigenia. |            |
| Полівка економка           | Microtus oeconomus Pallas, 1776                  | Вид поза небезпекою                 | В Україні вид зустрічається у лісовій і лісостеповій зонах. |            |
| Полівка соціальна          | Microtus socialis Pallas, 1773                   | Вид поза небезпекою                 | Ареалом проживання є степова зона Лівобережжя та Крим. |            |
| Полівка підземна           | Microtus subterraneus de Selys-Longchamps, 1836  | Вид поза небезпекою                 | В Україні населяє Кримські гори та більшість іншої території країни, крім південного степу. |            |
| Полівка татринська         | Microtus tatricus Kratochvíl, 1952               | Вид поза небезпекою                 | Рідкісний вид, занесений до Червоної книги України.Вузькоареальний вид, відомий суто з Карпатської дуги, де населяє смугу букових і буково-ялинових лісів в межах висот 300–1000 м. Більшість знахідок в Україні належить до Чорногірського масиву (Закарпатська, Івано-Франківська області). |            |
| Нориця руда                | Myodes glareolus Schreber, 1780                  | Вид поза небезпекою                 | Поширений у лісовій і лісостеповій природних зонах України, Карпатами. Час від часу, заселяє північ степової зони |            |
| Ондатра                    | Ondatra zibethicus Linnaeus, 1766                | Вид поза небезпекою                 | Адвентивний вид. В Україну ондатра вперше була завезена в 1944 році, відтоді розповсюдилась по всій країні. Зазвичай вони населяють заболочені райони біля прісноводних або солоноводних водоймищ, річок, озер або ставків, у міру того, як болота зникають в результаті людської діяльності, переселяється до районів зрошувальних каналів. |            |
| Родина: Dipodidae          |                                                  |                                     | |            |
| Тушкан великий             | Allactaga major Kerr, 1792                       | Вид поза небезпекою                 | Рідкісний вид, занесений до Червоної книги України. Мешкає на відкритих ландшафтах у Київській, Полтавській, Сумській, Черкаській, Чернігівській, Харківській та у всіх степових областях, окрім Одеської. |            |
| Тушканчик малий            | Pygeretmus pumilio (Kerr, 1792)                  | Вид поза небезпекою                 | У доісторичні часи був поширений на Слобожанщині, Полтавщині й півдні України. Посилаючись на описи О. Д. Нордманна, допускається, що в Криму цей гризун мешкав іще в середині XIX століття. Зараз регіонально вимер. |            |
| Кандибка пустельний        | Stylodipus telum Lichtenstein, 1823              | Вид поза небезпекою                 | Вразливий вид, занесений до Червоної книги України. На території Україні поширення обмежено аренами Нижнього Дніпра (Херсонська область, частка Миколаївської області на Кінбурнському півострові). |            |
| Родина: Sminthidae         |                                                  |                                     | |            |
| Мишівка лісова             | Sicista betulina Pallas, 1779                    | Вид поза небезпекою                 | Рідкісний вид, занесений до Червоної книги України. Поширений у лісовій, лісостеповій зонах і в Карпатах. |            |
| Мишівка темна              | Sicista severtzovi Ognev, 1935                   | Вид поза небезпекою                 | Вразливий вид, занесений до Червоної книги України. Раніше був поширений у степовій зоні на схід від Дніпра. Наразі в Україні перевірено відомий лише за знахідками з лівобережжя Сіверського Дінця. |            |
| Мишівка донська            | Sicista strandi Formozov, 1931                   | Вид поза небезпекою                 | Вразливий вид, занесений до Червоної книги України. У минулому був поширений у байрачних степах Придінців'я. Наразі перевірені знахідки в Україні відомі лише з Луганщини, переважно з заповідних ділянок Стрільцівського та Провальського степів. |            |
| Мишівка степова            | Sicista subtilis Pallas, 1773                    | Вид поза небезпекою                 | Вид, що зникає, занесений до Червоної книги України. Поширена від Південного Бугу на схід до Сіверського Дінця в межах степової та лісостепової зон, включаючи Крим. Виходячи з останніх досліджень, у межиріччі Бугу та Дністра вид, ймовірно, зник. |            |
| Родина: Echimyidae         |                                                  |                                     | |            |
| Нутрія                     | Myocastor coypus (Molina, 1782)                  | Вид поза небезпекою                 | Адвентивний вид. Трапляється в Україні переважно в місцях штучного утримання й розведення, проте демонструє тенденцію до натуралізації. |            |
| Родина: Gliridae           |                                                  |                                     | |            |
| Соня лісова                | Dryomys nitedula Pallas, 1778                    | Вид поза небезпекою                 | Зустрічається у лісовій і лісостеповій зонах, а також у Карпатах. |            |
| Жолудниця європейська      | Eliomys quercinus Linnaeus, 1766                 | Вид, близький до загрозливого стану | Вид, що зникає, занесений до Червоної книги України. Знахідки відомі у Черкаській, Київській, Рівненській і Закарпатській областях. Ареал інтенсивно скорочується. Вид нині[коли?] зберігся на Волині та у Центральному Поліссі. |            |
| Вовчок сірий               | Glis glis Linnaeus, 1766                         | Вид поза небезпекою                 | В Україні поширений у лісовій, лісостеповій зонах, Карпатах і лісових насадженнях північного степу. |            |
| Ліскулька                  | Muscardinus avellanarius Linnaeus, 1758          | Вид поза небезпекою                 | Цей вид характерний для лісових районів західних, центральних і північних областей України. |            |
| Родина: Muridae            |                                                  |                                     | |            |
| Аподемус польовий          | Apodemus agrarius Pallas, 1771                   | Вид поза небезпекою                 | В Україні вид найхарактерніший для лісової і лісостепової смуг, але долинами великих рік проникає далеко на південь, вглиб степової зони, де нерідко формує потужні популяції в заплавах дельт великих річок. |            |
| Мишак жовтогорлий          | Sylvaemus flavicollis Melchior, 1834             | Вид поза небезпекою                 | Спорадично мешкає на всій території України, надаючи перевагу лісовим регіонам. |            |
| Мишак лісовий              | Sylvaemus sylvaticus Linnaeus, 1758              | Вид поза небезпекою                 | Спорадично мешкає на всій території України, уникаючи відкритих степових районів півдня країни. |            |
| Мишак уральський           | Sylvaemus uralensis Pallas, 1811                 | Вид поза небезпекою                 | Зустрічається на всій території України. |            |
| Мишак степовий             | Sylvaemus witherbyi Pallas, 1811                 | Вид поза небезпекою                 | Мешкає у деяких степових районах півдня країни (південні Миколаївська, Херсонська області та рівнинний Крим) |            |
| Мишка лучна                | Micromys minutus Pallas, 1771                    | Вид поза небезпекою                 | Мешкає на всій території України, віддаючи перевагу відкритим ландшафтам. |            |
| Миша хатня                 | Mus musculus Linnaeus, 1758                      | Вид поза небезпекою                 | Адвентивний вид. Зустрічається на всій території України. |            |
| Миша курганцева            | Mus spicilegus Petényi, 1882                     | Вид поза небезпекою                 | В межах України вид поширений в степу, проте за останні десятиліття його ареал суттєво розширився на північ у Лісостеп. |            |
| Пацюк коричневий           | Rattus norvegicus Berkenhout, 1769               | Вид поза небезпекою                 | Адвентивний вид. Зустрічається на всій території України. |            |
| Пацюк чорний               | Rattus rattus Linnaeus, 1758                     | Вид поза небезпекою                 | Адвентивний вид. За межами людських поселень зустрічається тільки у двох районах — у ялівцевих лісах південнобережжя Криму (де вважається реліктовим видом) та у глухих куточках Полісся, де в зимовий час стає синантропом, проте влітку виселяється у природу. |            |
| Родина: Sciuridae          |                                                  |                                     | |            |
| Бабак степовий             | Marmota bobak Muller, 1776                       | Вид поза небезпекою                 | Ще у 18—19 століттях був поширений в степовій зоні. Наразі в Україні бабаки збереглися в окремих районах на Харківщині та Луганщині У межах Регіонального ландшафтного парку «Диканський» на Полтавщині успішно проводиться акліматизація бабаків. |            |
| Бабак альпійський          | Marmota marmota Linnaeus, 1758                   | Вид поза небезпекою                 | Вимерлий в Україні вид. На території Українських Карпат колись мешкав підвид бабака альпійського — широкомордий альпійський бабак (Marmota marmota latirostris), проте на початку 20 століття був повністю винищений. Зараз обговорюються спроби його реінтродукції, бажаного цього ж підвиду, але через його невелику численність необхідні заходи з охорони переселеної популяції, що уповільнить здійснення конкретних кроків. |            |
| Політуха сибірська         | Pteromys volans Linnaeus, 1758                   | Вид поза небезпекою                 | Вимерлий в Україні вид. У XVIII та на початку XX століття цей вид згадували для північних частин країни (Сумщина та Чернігівщина) |            |
| Вивірка звичайна           | Sciurus vulgaris Linnaeus, 1758                  | Вид поза небезпекою                 | В Україні вивірки мешкають переважно в межах лісової зони (Карпати, Полісся, Лісостеп), проте завдяки численним спробам їхнього розселення зустрічаються у паркових зонах і приміських лісах багатьох районів, у тому числі й у межах степової зони. В України цей вид представлений кількома підвидами: вивірка українська (Sciurus vulgaris ukrainicus) — на більшій частині території країни, вивірка карпатська (Sciurus vulgaris carpathicus) — у гірській та передгірній смузі Карпат, вивірка телеутка (Sciurus vulgaris exalbidus) — акліматизована в Криму і в Подінців'ї. |            |
| Ховрах європейський        | Spermophilus citellus Linnaeus, 1766             | Уразливий вид                       | У 1970-х траплявся в Закарпатській, Чернівецькій, Хмельницькій і Вінницькій областях, у 1980-х був рідкісним на березі Дністра. Згідно з ЧКУ (2009) може вважатися регіонально вимерлим. |            |
| Ховрах одеський            | Spermophilus odessanus (Nordmann 1842)           | Вид, близький до загрозливого стану | Згідно з ЧКУ (2009) вид поширений на південному заході України (Одеська, Миколаївська й Херсонська області), поодинокі колонії залишились у Волинській, Житомирській і Дніпропетровській областях |            |
| Ховрах малий               | Spermophilus pygmaeus Pallas, 1778               | Вид поза небезпекою                 | Поширений у сухій степовій місцевості: на південному сході, Дніпропетровщині, Херсонщині, Криму. |            |
| Ховрах крапчастий          | Spermophilus suslicus Güldenstädt, 1770          | Вид, близький до загрозливого стану | Згідно з ЧКУ (2009) це нечисленний вид, колонії якого знаходяться в Луганській і Харківській областях |            |
| Родина: Spalacidae         |                                                  |                                     | |            |
| Сліпак піщаний             | Spalax arenarius Reshetnik, 1939                 | Перебуває під загрозою зникнення    | Ендемік півдня України, а саме нижньодніпровського піщаного лісостепу й лук. Основна частина населення перебуває в межах Чорноморського біосферного заповідника. За межами заповідника населення дуже фрагментоване. |            |
| Сліпак буковинський        | Spalax graecus Nehring, 1898                     | Вид, близький до загрозливого стану | Зустрічаються у південно-західній Україні. Живуть на схилах гір, іноді на сіножатях і посівах багаторічних трав. |            |
| Сліпак понтичний           | Spalax leucodon Nordmann, 1840                   | Вид з невизначеним статусом         | В Україні вид мешкає у північно-західному Причорномор’ї (Одеська область), Буковина (межиріччя Дністра і Прута). |            |
| Сліпак звичайний           | Spalax microphthalmus Nehring, 1897              | Вид поза небезпекою                 | Найпотужніші популяції збереглися на сході України, в Донецько-Донських степах. |            |
| Сліпак подільський         | Spalax zemni Erxleben, 1777                      | Уразливий вид                       | Ендемік Правобережного Степу і Лісостепу, південної частини лісової зони України, де зустрічається досить спорадично. Основним середовищем проживання цього виду є незайманий степ. Також може жити біля доріг, в лісосмугах, сільськогосподарських угіддях, а нещодавно був знайдений на колишніх військових полігонах. Не уникає піщаних ґрунтів. |            |